# Porphyrinia uniformis
Porphyrinia uniformis är en fjärilsart som beskrevs av W. Warren 1913. Porphyrinia uniformis ingår i släktet Porphyrinia och familjen nattflyn. Inga underarter finns listade i Catalogue of Life.